# Casba d'Alger

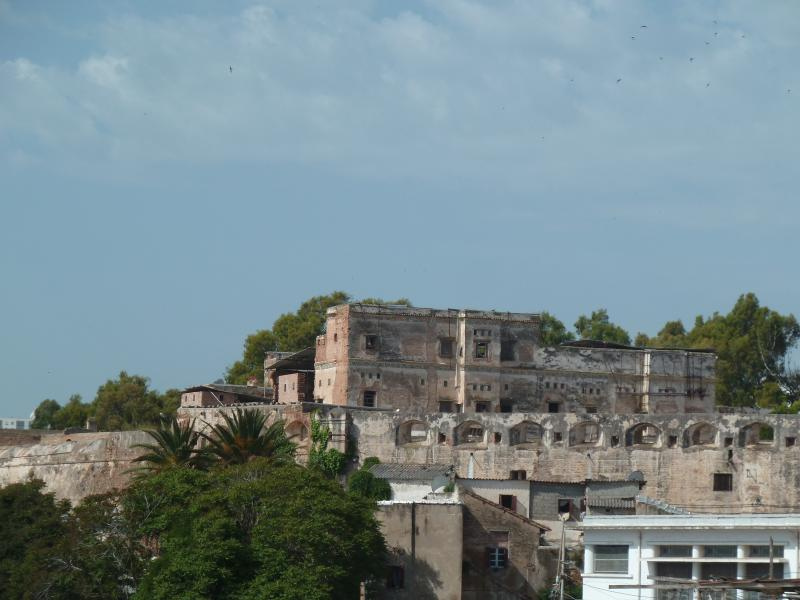
Dar Soltan

La Casba (àrab: قصبة, qaṣba, ‘ciutadella’, ‘alcassaba’) és la ciutadella d'Alger, a Algèria, i el barri històric que l'envolta. És un tipus únic de medina, una ciutat islàmica, situada a la costa de la Mediterrània.
La Casba es fundà sobre les ruïnes de l'antiga Icosim. Era una petita ciutat que, construïda sobre un turó, s'endinsava a la mar dividida en dues parts: la ciutat alta i la baixa. S'hi troben mesquites i edificis del segle xvii i, especialment, les tres grans mesquites de la ciutat d'Alger: la Mesquita de Ketchaoua, del 1794, flanquejada per dos minarets, la Mesquita nova, construïda el 1660, durant la regència otomana, i la Gran Mesquita d'Alger, la més antiga d'Alger, de la fi del segle xvii. De la Casba algeriana en són característics els carrers en laberint.
La Casba tingué un paper crucial durant la Guerra per la Independència d'Algèria (1954–1962): fou el focus de la insurrecció planejada pel Front d'Alliberament Nacional (FLN), els donà un lloc segur per a planejar i executar atacs contra les autoritats opressores franceses i els agents de l'ordre públic. Amb la finalitat de contrarestar els atacs, els francesos s'hagueren de centrar específicament en la Casba.
Fou incorporada en la llista de Patrimoni de la Humanitat de la Unesco al 1992.
Com informà Reuters l'agost del 2008, la Casba es troba en estat d'abandó i algunes zones en perill d'ensulsiada.